# Halálsoron (film)
A Halálsoron (The Green Mile) egy 1999-ben bemutatott amerikai filmdráma Frank Darabont rendezésében, Stephen King A halálsoron című regényének adaptációja. Főszereplői Tom Hanks (Paul Edgecomb) és Michael Clarke Duncan (John Coffey).
A film Paul, a Halálsoron dolgozó főfegyőr életét mutatja be az 1930-as években. A főszereplő egy idősek otthonában emlékszik vissza a történtekre, és meséli el a természetfeletti eseményeket, melyek John Coffey – egy gyilkossággal ártatlanul vádolt rab – érkezése után kezdődtek.
A filmet négy kategóriában – legjobb férfi mellékszereplő, legjobb film, legjobb hangkeverés és legjobb adaptált forgatókönyv – jelölték Oscar-díjra.

## Cselekmény
A film Paul Edgecomb (Tom Hanks) visszaemlékezése, aki egy idősek otthonában mesél ottani barátnőjének, Elaine-nek 1932 nyaráról, amikor fegyőr volt a louisianai Cold Mountain fegyház halálsorán, vagyis a börtönnek abban a részlegében, ahol a halálraítélteket tartják a kivégzésükig.

John Coffey (Michael Clarke Duncan)

Egy napon új rab érkezik a fegyházba, a hatalmas, fekete bőrű John Coffey (Michael Clarke Duncan), akit két fehér kislány megerőszakolásával és meggyilkolásával vádolnak. Már a cellájába vezetése közben megmutatja „nemes óriás” tulajdonságát, amikor azt kéri, hagyjanak égve egy lámpát a cellája közelében, mert fél a sötétben. Nem sokkal ezután John különleges gyógyító képességét fedi fel, amikor meggyógyítja Edgecomb főnök húgyhólyag-gyulladását, majd feléleszt egy erőszak által elpusztult egeret. Később meggyógyítja Hal Moores igazgató halálos beteg feleségét, aki agydaganattól szenvedett.
A halálsoron dolgozik még a frissen odakerült Percy Wetmore (Doug Hutchison), egy szadista és mindenki által megvetett őr. Ő a kormányzó feleségének unokaöccse, de sem Paul, sem mások nem tudják féken tartani. Percy hamar rájön, hogy a többi őr nem kedveli őt, és cserébe távozásáért kierőszakolja, hogy ő vezényelhesse le a következő kivégzést. Percy szándékosan szabotálja a kivégzést; nedves szivacs helyett – ami az elektromos áram hatékonyabb vezetését biztosítaná – szárazat helyez Eduard Delacroix (Michael Jeter) fejére, amivel hosszú szenvedést okoz a halálraítéltnek a gyorsnak szánt kivégzés során.
Del kivégzése előtt nem sokkal egy erőszakos bűnöző, William „Vad Bill” Wharton (Sam Rockwell) kerül a rabok közé, rablás során elkövetett többszörös gyilkosságért várja kivégzését a Cold Mountain fegyházban. Amikor egy alkalommal elkapja John Coffey karját, John megérzi, hogy Wharton volt a valódi gyilkosa annak a két kislánynak is, akik meggyilkolása miatt őt ítélték halálra. Miután John „elvette” Hal feleségének betegségét, a kórt Percybe áramoltatja vissza, aki ennek hatására lelövi Whartont, majd katatón állapotba kerül és a Briar Ridge elmegyógyintézetbe szállítják. Az események után Paul nyomozni kezd John vádjainak ügyében, aki kezének megfogásával megmutatta Paulnak, mi történt valójában a kislányokkal. Paul felveti még azt is, hogy nyitva felejtené az ajtót, ám John nemet mond a szökés lehetőségére. Azt mondja, túl sok fájdalom van a világban, amit ő érez, amibe belefáradt, és készen áll a távozásra. Amikor John végül a villamosszékbe kerül, még annyit kér, hogy ne tegyék fejére a szokásos fekete csuklyát, mert fél a sötétben. Ezután kezet ráznak, és Johnt kivégzik. A visszaemlékezés végén Paul megemlíti, hogy az eset után áthelyeztette magát egy fiatalok börtönébe felügyelőnek.
A visszaemlékezés végén visszatérünk a jelenbe, ahol az idősek otthonában Paul felfedi, hogy ő maga már 108 éves (mivel 1935-ben már egy felnőtt korú fia is volt) és hogy a John Coffey által több, mint 60 éve feltámasztott egér is még mindig életben van. Paul ezután elgondolkozik, hogy ez alapján ő vajon mikor fog meghalni. Évekkel később ismét látjuk Paul-t Elaine temetésén is.

## Szereplők
| Szerep                 | Színész               | Magyar hang        |
| ---------------------- | --------------------- | ------------------ |
| Paul Edgecomb          | Tom Hanks             | Kőszegi Ákos       |
| Brutus "Brutal" Howell | David Morse           | Berzsenyi Zoltán   |
| Jan Edgecomb           | Bonnie Hunt           | Kovács Nóra        |
| John Coffey            | Michael Clarke Duncan | Hankó Attila       |
| Hal Moores             | James Cromwell        | Versényi László    |
| Eduard Delacroix       | Michael Jeter         | Megyeri Zoltán     |
| Arlen Bitterbuck       | Graham Greene         | Garai Róbert       |
| Percy Wetmore          | Doug Hutchison        | Csőre Gábor        |
| "Vad Bill" Wharton     | Sam Rockwell          | Rajkai Zoltán      |
| Dean Stanton           | Barry Pepper          | Bolba Tamás        |
| Harry Terwilliger      | Jeffrey DeNunn        | Kiss Gábor         |
| Melinda Moores         | Patricia Clarkson     | Andai Györgyi      |
| Toot-Toot              | Harry Dean Stanton    | Tardy Balázs       |
| Idős Paul Edgecomb     | Dabbs Greer           | Makay Sándor       |
| Elaine Connelly        | Eve Brent             | Kassai Ilona       |
| Klaus Detterick        | William Sadler        | Beratin Gábor      |
| Bill Dodge             | Brent Briscoe         | Bolla Róbert       |
| Jack Van Hay           | Bill McKinney         | Uri István         |
| Burt Hammersmith       | Gary Sinise           | Pusztaszeri Kornél |

## Filmzene
A hivatalos filmzene 1999. december 14-én került forgalomba Music from the Motion Picture The Green Mile címmel a Warner Bros. gondozásában. 35 számot tartalmaz, elsősorban a Thomas Newman által megalkotott instrumentális zenéket. További négy dal is rákerült a filmből: Cheek to Cheek (Fred Astaire), I Can't Give You Anything but Love, Baby (Billie Holiday), Did You Ever See a Dream Walking? (Gene Austin) és Charmaine (Guy Lombardo a Royal Canadians nevű együttesével).

## Fogadtatás
A Halálsoron című film 78%-os értékelést kapott a Rotten Tomatoes filmértékelő weboldalon.
A Forbes magazin kommentárjában Dawn Mendez John Coffey karakterét „a bűvös fekete figurának” nevezi. A kifejezést Spike Lee, amerikai rendező és producer alkotta meg a fekete bőrű kitalált karakterek leírására, akik jámborak, ártalmatlanok, életük célja pedig a fehér emberek problémáinak megoldása, vagy akár a boldogságuk elősegítése. Lee maga bírálta a karaktert, amely a sok a „hiper-szuper bűvös feketék” egyikeként a fekete férfiak egy eltorzult változata. Állítása szerint ez a médiacégekben ülő fehér bőrű döntéshozók nagyszerűségének volt köszönhető. A Film.com weboldalon Tom Hanks általános elismerése mellett a cikk írója „delejezőnek” és „nemes óriásnak” titulálja Michael Clarke Duncant, valamint úgy véli, James Cromwell (Hal Moores), Doug Hutchison (Percy Wetmore) és Sam Rockwell (William Wharton, „Vad Bill”) alakítása felett sem lehet szemet hunyni. A Daily News-ban azt olvashatjuk, „a történet egy csipetnyi varázslattal és egy cirkuszi egérrel megérinti a szívünket”. A cikkben Jami Bernard azt írja, Frank Darabont, aki Stephen King egy másik börtönregényét is filmre vitte korábban A remény rabjai címmel, a tökéletes rendező volt erre a feladatra is. A Washington Post kritikusa, Desson Howe a remekül összeválogatott szereplőgárdáért dicséri a rendezőt. James Berardinelli cikkében a Reelviews.net oldalán a több mint három órás hosszt bírálja, szerinte a film ugyanilyen hatásos lehetett volna a játékidő kétharmadában is.

### Díjak, jelölések
- 1999. Oscar-díj[9]
  - jelölés: legjobb férfi mellékszereplő — Michael Clarke Duncan
  - jelölés: legjobb film — David Valdes, Frank Darabont
  - jelölés: legjobb hangkeverés — Robert J. Litt, Elliot Tyson, Michael Herbick, Willie D. Burton
  - jelölés: legjobb adaptált forgatókönyv — Frank Darabont
- 2000. Szaturnusz-díj[10]
  - díj: legjobb férfi mellékszereplő — Michael Clarke Duncan
  - díj: legjobb női mellékszereplő — Patricia Clarkson
  - díj: legjobb akció/kaland/thriller
  - jelölés: legjobb rendező — Frank Darabont
  - jelölés: legjobb filmzene — Thomas Newman
- 2000. Broadcast Music Incorporated Film & TV Awards[11]
  - díj: Filmzenei díj — Thomas Newman
- 2000. Black Reel Awards
  - díj: legjobb férfi mellékszereplő — Michael Clarke Duncan[12]
- 2000. Blockbuster Entertainment Awards
  - díj: kedvenc drámai férfiszínész — Tom Hanks[13]
  - jelölés: kedvenc férfi mellékszereplő drámában — Michael Clarke Duncan
  - jelölés: kedvenc női mellékszereplő drámában — Bonnie Hunt
- 2000. Bram Stoker Award[11]
  - jelölés: legjobb forgatókönyv — Frank Darabont
- 2000. Broadcast Film Critics Association Awards[11]
  - díj: legjobb adaptációs forgatókönyv — Frank Darabont
  - díj: legjobb férfi mellékszereplő — Michael Clarke Duncan
  - jelölés: legjobb film
- 2000. Chicago Film Critics Association Awards[11]
  - jelölés: legjobb férfi mellékszereplő — Michael Clarke Duncan
  - jelölés: Legígéretesebb férfiszínész — Michael Clarke Duncan
- 2000. Directors Guild of America[11]
  - jelölés: Kiemelkedő filmrendezői teljesítmény — Frank Darabont
- 2000. Golden Globe-díj
  - jelölés: legjobb férfi mellékszereplő — Michael Clarke Duncan
- 2000. NAACP Image Awards[11]
  - jelölés: Kiemelkedő férfi mellékszereplő filmben — Michael Clarke Duncan
- 2000. MTV Movie Awards
  - jelölés: legjobb új színész — Michael Clarke Duncan
- 2000. Motion Picture Sound Editors (Golden Reel Awards)[11]
  - jelölés: legjobb hangvágás – párbeszéd — Mark A. Mangini, Julia Evershade
  - jelölés: legjobb hangvágás – effektek — Mark A. Mangini, Aaron Glascock, Howell Gibbens, David E. Stone, Solange S. Schwalbe
- 2000. People's Choice Awards[11]
  - díj: kedvenc film
  - díj: kedvenc drámai film
- 2001. Nebula-díj[11]
  - jelölés: legjobb forgatókönyv — Frank Darabont
- 2000. Screen Actors Guild Awards[11]
  - jelölés: Kiemelkedő előadás – stáb
  - jelölés: Kiemelkedő előadás – férfi mellékszereplő — Michael Clarke Duncan